# Mithat Fenmen
Mithat Fenmen   (Istanbul, 24 de gener de 1916 - Istanbul, 19 d'octubre de 1982) fou un compositor i pianista turc.

## Biografia
Compositor polifònic que va portar importants contribucions al desenvolupament de la vida musical a Turquia, pianista, professor de piano, escriptor de música i editor de música Femen, amants de la música va començar a tocar el piano com un nen d'una família de nou. El seu pare, un enginyer, tocava flauta, el seu oncle tocava piano i violí, i la seva mare tocava piano.
Després de graduar-se a l'escola secundària el 1935, va estudiar a l'"École Normale de Musique" i va estudiar piano amb Alfred Cortot, harmonia i composició amb Nadia Boulanger. Després de graduar-se al Conservatori, va anar a Alemanya per estudiar composició al Conservatori Estatal de Múnic amb Joseph Haas. Després de l'esclat de la Segona Guerra Mundial, va tornar a Turquia el 1939 i va ser nomenat professor de piano al Conservatori Estatal d'Ankara. El 1954 es va casar amb Beatrice Appleyard, l'artista de ballet britànic, i que va ser directora del conservatori dues vegades.
Mithat fenmen i va donar recitals i concerts a Europa com a virtuós, va ser acompanyat pels músics famosos a venir a Turquia. Grans obres de la literatura pianística l'han reconegut com la "primera veu" pianística amb identitat de turca. A Turquia, la "primera veu" en l'àmbit de la música de cambra també treballà en part, amb grups de cambra que va fundar i va donar lloc a la interpretació de grans obres en aquesta àrea. Va ser professor de piano durant 43 anys i va ser pioner en la descoberta d'infants dotats. Selman Ada, Ildil Biret, Hüsnü Baylav, Pekinel Kardeşler, Gülsin Onay i Fazıl Say són els estudiants que va començar la música amb Fenmen.
Va treballar com a director del Conservatori Estatal d'Ankara entre 1951 i 1954, i entre 1970 i 1973, i entre 1973 i 1975, va ser director general de l'òpera i el ballet de l'Estat.
Fenmen va començar a compondre en la seva joventut. Un vals que va compondre als 16 anys va ser trobat després de la seva mort i interpretat pel seu últim estudiant Fazıl Say. En les seves obres, va explorar les profunditats mitjançant tècniques de música suau i sense utilitzar colors locals.
A més dels seus llibres P The Book of the Pianist ve and olf Solfege, Fenmen, va publicar una revista mensual anomenada "leri Music Opinions" entre 1949 i 1954, i la seva obra més important és el Concertino per a piano i orquestra, segons opinió d'Ahmet Say, escriptor i musicòleg i pare del pianista Fazıl Say. Els drets de difusió i interpretació de les seves obres pertanyen a la seva família.
Mithat Fenmen va rebre el títol d'Artista Estatal el 1971.

## Obres principals

### Per a orquestra
- 1943 "Capítol" sobre "Pescadors" de Tevfik Fikret
- 1943 "Concert" (L'estrena mundial va ser realitzada per CSO i el solista Fenmen el 1944 sota la direcció de Praetorius. El 1980 va ser reinterpretada per Fenmen amb SCO i el 1986 per Fazıl Say amb ADK Orchestra).
- 1951 "Tembel Ahmet", bale müziği
- 1953 "Les Sylphides orkestralaması".

### Música de cambra
- 1938 "Trio" per a soprano, clarinet i flauta (París)
- 1938 "Quartet" per oboe flauta, clarinet i fagot.

### Per a piano
- 1932 "Vals"
- 1943 "Dues peces"